# Bongi Makeba
Bongi Makeba (20 tháng 12 năm 1950 - 17 tháng 3 năm 1985) là một ca sĩ / nhạc sĩ người Nam Phi. Cô là đứa con duy nhất của ca sĩ Miriam Makeba với người chồng đầu tiên của mình, James Kubay.

## Tiểu sử
Angela Sibongile Makeba được sinh ra ở Nam Phi vào năm 1950, khi mẹ cô mới 18 tuổi. Nghệ danh Bongi mà cô được biết đến là một phiên bản rút gọn của tên đệm của cô là Sibongile, có nghĩa là "Chúng tôi rất biết ơn". Năm 1959, sự nghiệp của mẹ cô đưa cô đến New York, nơi cô sống lưu vong sau khi bị cấm trở về Nam Phi, vào năm 1960 Bongi đã ở cùng với bạn bè trong khi mẹ cô đi lưu diễn khắp thế giới.
Năm 1967, cô và Judy White, con gái của Josh White, ký hợp đồng với Hãng thu âm Buddha với tên nhóm là "Bongi và Judy", bản phát hành đầu tiên của họ là "Runnin 'Out" và "Let's Get Together". Ở tuổi 17, Makeba gặp người chồng người Mỹ Harold Nelson Lee, người mà từ đầu đến giữa thập niên 70, cô đã cùng thực hiện hai "bản ghi" là "Bongi và Nelson", gồm hai bài hát do George Butcher sắp xếp: "That's the Kind of Love" và sau đó là  "I Was So Glad ", và" Everything, For My Love "với" Do You Remember, Malcolm? ". Cô chỉ thu âm duy nhất một album, Bongi Makeba, Blow On Wind, vào năm 1980.
Makeba có ba đứa con: Nelson Lumumba Lee (sinh năm 1968), Zenzi Monique Lee (sinh năm 1971), và một đứa con trai, Themba, đã qua đời khi còn nhỏ.
Cô qua đời vào tuổi 34 năm 1985 do biến chứng sau khi sinh con và được chôn cất tại Conakry, Guinea, nơi mẹ của cô đã di chuyển đến sinh sống sau cuộc hôn nhân năm 1968 với Stokely Carmichael.

## Danh sách đĩa nhạc
- Blow On Wind
- Miriam Makeba & Bongi